# Isabelle de Beaumont (morte en 1334)
Pour les articles homonymes, voir Isabelle de Beaumont et Beaumont.
Isabelle de Beaumont (aussi connue sous le nom d'Isabelle de Vesci), née au cours des années 1260 et morte peu avant le 1er novembre 1334, est une aristocrate anglaise qui joue un rôle important au début du XIVe siècle à la cour d'Édouard II et de son épouse Isabelle de France, dont elle est la dame de parage.

## Origines, mariage et premières faveurs royales
Isabelle de Beaumont est la fille de Louis de Brienne et d'Agnès de Beaumont-au-Maine. Elle naît probablement au cours des années 1260. La famille de Beaumont est une puissante famille noble avec de solides liens avec la France, dont elle est originaire. Isabelle est elle-même la petite-fille de Jean de Brienne, roi de Jérusalem, et de sa troisième épouse Bérengère de León, fille de Bérengère Ire de Castille. Ainsi, elle est par son arrière-grand-mère castillane une cousine d'Éléonore de Castille, la première épouse du roi d'Angleterre Édouard Ier. De fait, Isabelle de Beaumont est membre d'une famille qui est liée avec les principales couronnes d'Europe. Isabelle se rend en Angleterre en 1278 ou 1279 et épouse le baron John de Vesci en 1279 ou 1280 avec la bénédiction d'Édouard Ier,,. Ce mariage constitue un sérieux avantage pour John de Vesci mais renforce également la position d'Isabelle à la cour des Plantagenêts, où son époux joue un rôle important du fait de ses relations avec les rois Henri III et Édouard Ier.

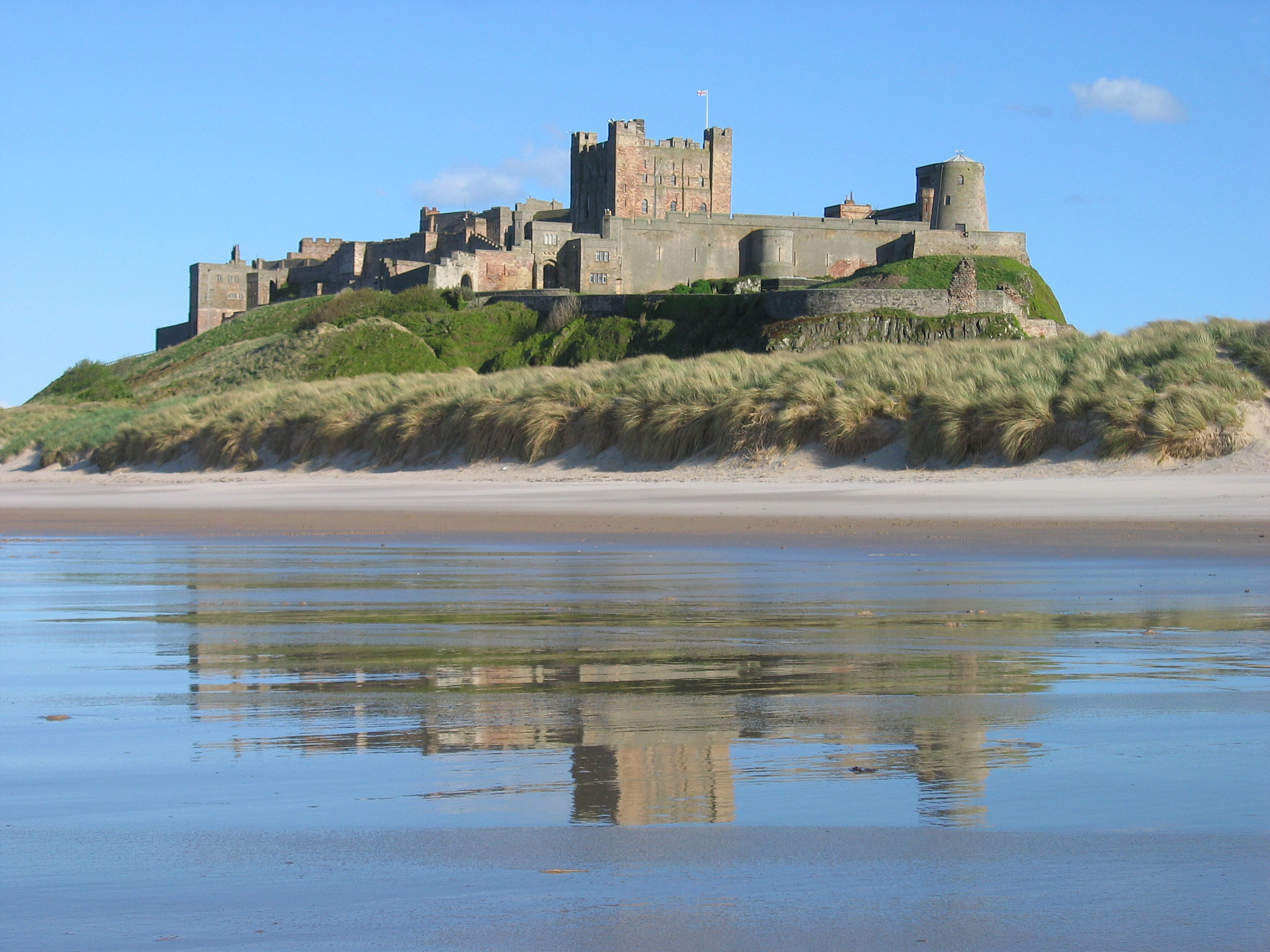
Isabelle de Beaumont est nommée par le roi d'Angleterre connétable des châteaux de Scarborough et de Bamburgh (photo).

Isabelle jouit de la faveur royale : pour son mariage, le roi lui donne plusieurs terres de grande valeur qu'elle peut détenir indépendamment de son époux. Lorsqu'Isabelle et son époux se rendent en Guyenne en 1288, le roi Édouard s'arrange pour qu'ils soient logés à côté des appartements royaux et fait spécialement décorer leurs chambres pour Noël. Isabelle est une des plus proches amies de la reine Éléonore de Castille jusqu'à sa mort en 1290. Isabelle de Beaumont est également nommée gouverneur de deux châteaux royaux : celui de Scarborough dans le Yorkshire et celui de Bamburgh dans le Northumberland, à la condition qu'elle ne se remarie pas après le décès de son époux. Qu'une femme reçoive la garde de châteaux proches des zones de conflits avec l'Écosse est alors inédit pour l'époque et Édouard Ier a probablement agi ainsi du fait de la loyauté indéfectible d'Isabelle à son égard. Néanmoins, la nomination d'Isabelle de Beaumont au poste de Bamburgh n'est pas faite selon les règles féodales — le grand sceau qui y est normalement attaché ne lui est pas donné —, ce qui lui causera plus tard des problèmes avec la couronne d'Angleterre.
John de Vesci meurt en 1289 et son héritage est tranché par le roi en faveur d'Isabelle et ce, au détriment de son beau-frère William de Vesci, ce qui fait d'Isabelle une des majeures propriétaires terriennes du royaume,,. Les domaines d'Isabelle s'étendent de l'Écosse au Kent et, après la disgrâce de William de Vesci en Irlande, elle devient effectivement le membre le plus ancien de l'alliance matrimoniale entre les Beaumont et les Vesci. En 1300, le jeune frère d'Isabelle, Henri de Beaumont, vient séjourner à la cour d'Angleterre, où Isabelle parvient à convaincre le roi de lui donner une partie des terres de John de Vesci. Elle fait épouser à son frère la nièce du puissant comte écossais John Comyn. Isabelle de Beaumont s'assure ainsi que son frère héritera d'un comté et de multiples possessions en Écosse. En addition, la famille de Beaumont possède également de nombreuses propriétés dans le royaume d'Écosse, ce qui influencera les événements ultérieurs.

## Relation avec la reine Isabelle et nouvelles faveurs
Isabelle, ainsi que son frère Henri, deviennent des membres importants de la cour du royaume lorsqu'Édouard Ier est remplacé par son fils aîné Édouard II en 1307. Leur frère Louis de Beaumont fait à ce moment-là son entrée à la cour. Isabelle de Beaumont devient la dame de parage et une amie de la jeune reine Isabelle de France, qui épouse Édouard II en 1308. Les deux Isabelle correspondent fréquemment lorsqu'elles sont séparées, car Isabelle de Beaumont a des responsabilités ailleurs dans le royaume qu'à la cour. Elle joue un rôle dans plusieurs événements clés sous le règne d'Édouard II. En effet, le règne d'Édouard est marqué par des tensions élevées entre les différentes factions du royaume. Le roi, qui a à ce moment-là le soutien sans faille de son épouse Isabelle, entretient une relation très proche avec son favori Piers Gaveston. La faction lancastrienne s'oppose au roi, tout comme les barons des Marches galloises ou ceux du Kent. Les Beaumont restent eux alliés à la reine Isabelle qui — au début du règne d'Édouard II — est perçue par les Lancastriens comme une alliée de Gaveston. Par ailleurs, Thomas de Lancastre considère lui-même Isabelle et Henri de Beaumont comme des intrus, tant à la cour que dans leurs domaines au nord du royaume — la famille de Vesci détient en réalité son patrimoine dans le nord bien avant le comte de Lancastre mais Isabelle est décriée comme une étrangère qui a acquis sa fortune grâce à la faveur royale. Lancastre est également jaloux de la relation étroite qu'a entretenue Isabelle de Beaumont avec son beau-père Henry de Lacy. En conséquence, lorsque les Lancastriens publient les Ordonnances de 1311, qui visent à circonscrire les pouvoirs royaux, Isabelle de Beaumont et son frère sont bannis de la cour. Isabelle, accusée de donner des « conseils maléfiques » et de s'assurer illégalement des injonctions pour ses vassaux, s'établit quelque temps dans ses terres du Yorkshire.

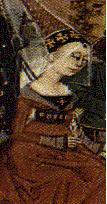
Isabelle de France, l'épouse d'Édouard II. Isabelle de Beaumont devient une de ses plus proches confidentes mais leur amitié prend fin en 1328.

Les barons tentent de retirer à Isabelle de Beaumont la garde de Bamburgh mais Édouard II lui ordonne de retarder aussi longtemps que possible la procédure. Isabelle obéit et accepte finalement de céder le château en échange de terres dans le Lincolnshire et le Dorset. Elle réussit toutefois à donner Bamburgh à un clerc fidèle au roi et non à un baron lancastrien. Isabelle de Beaumont parvient à retourner à la cour en octobre 1313 et ce, au détriment des Ordonnances. Dans les années qui suivent, Isabelle et son frère Henri s'appuient fortement sur la reine Isabelle en lui demandant sa protection, en échange de quoi ils acceptent de la soutenir politiquement. La reine envoie à Isabelle de Beaumont de nombreux présents, dont du brie importé de France ainsi que de la viande de sanglier. Isabelle accompagne le roi et la reine lors de leur voyage diplomatique en France à l'été 1313. Grâce à la reine, Isabelle parvient à obtenir en 1317 le poste d'évêque de Durham pour son autre frère, l'extravagant — et réputé analphabète — Louis de Beaumont, qui est un adversaire acharné des barons lancastriens,. Louis assure le roi qu'il construira un « mur de pierre » contre toute invasion écossaise depuis le nord.

## Opposition àÉdouardII, rupture avec la reine Isabelle et dernières années
Après la guerre des Despenser en 1322, Édouard II a temporairement écrasé l'opposition des barons. Hugues le Despenser a remplacé Piers Gaveston dans les faveurs royales. Le roi et son épouse Isabelle deviennent de plus en plus divisés. La discorde dans leur mariage s'instaure définitivement après l'échec de l'invasion de l'Écosse par Édouard à l'été 1322, qui voit l'abandon de la reine Isabelle par son époux et Despenser. La reine manque de peu d'être capturée par les Écossais dans le Yorkshire. Isabelle blâme Despenser pour avoir convaincu son époux de fuir et non de venir à son secours. En réponse, le roi rejette la faute sur Louis de Beaumont, dont le « mur de pierre » n'a pas eu l'effet escompté. Isabelle de Beaumont — associée à son frère Louis et à la reine — perd la faveur dont elle bénéficiait auparavant auprès d'Édouard. En effet, la reine et les Beaumont se retrouvent rapidement opposés au régime despotique de Despenser. Isabelle de Beaumont a été décrite par les chroniqueurs comme une « partenaire silencieuse » dans l'animosité de la reine envers son époux. En 1325, la reine Isabelle a perdu tout espoir de regagner la confiance de son époux et s'embarque pour Paris, officiellement pour conduire une mission diplomatique concernant la Guyenne, mais en réalité pour tenter d'y lever une armée afin de renverser Édouard et Despenser. 
Isabelle de Beaumont et son frère Henri se sont entretemps détournés du roi : les fonctionnaires royaux sont attaqués par les forces de Beaumont dans le Yorkshire. À l'automne 1326, la reine Isabelle retourne en Angleterre avec son amant Roger Mortimer à la tête d'une armée et fait exécuter Despenser. Édouard II, capturé, est déposé par le Parlement en janvier 1327 en faveur de son fils aîné Édouard III, qui est encore grandement influencé par sa mère Isabelle. La famille de Beaumont se tourne vers la reine, espérant retrouver les faveurs dont elle bénéficiait. Un des premiers actes du nouveau régime est d'accorder la tutelle du jeune comte d'Atholl David III Strathbogie à Isabelle de Beaumont, qui lui fait épouser une des filles d'Henri de Beaumont. Ce mariage donne aux Beaumont le contrôle de deux des cinq comtés écossais. Cependant, un des problèmes politiques épineux que doit affronter la reine Isabelle est la guerre contre l'Écosse : l'Angleterre ne peut plus combattre son voisin du nord mais toute paix avec les Écossais signifie la perte de possessions en Écosse pour de nombreux barons anglais. La reine et son amant Mortimer optent pour la paix en signant en mai 1328 le traité d'Édimbourg-Northampton, ce qui résulte en une considérable perte de pouvoir pour les Beaumont. La paix avec l'Écosse marque la fin de l'amitié de la reine Isabelle avec Isabelle de Beaumont. 
Isabelle de Beaumont se retire avec son frère Henri de la cour et adhère désormais au cercle de l'opposition dirigé par Henri de Lancastre. Lorsque Lancastre se rebelle en décembre 1328, Henri de Beaumont le soutient et refuse de se soumettre, même après la capitulation de Lancastre en janvier 1329. Sans appuis, Beaumont part en exil en France. En mars 1330, Edmond de Woodstock tente de mener un soulèvement contre la reine Isabelle et Mortimer en prétendant restaurer sur le trône Édouard II, que beaucoup croient encore vivant. Isabelle de Beaumont joue un rôle-clé dans la conspiration en envoyant son confesseur servir d'intermédiaire entre Edmond et l'archevêque d'York William Melton. La reine et Mortimer abattent le complot en faisant décapiter Edmond de Woodstock mais Isabelle de Beaumont échappe à la punition des régents. Édouard III renverse finalement Mortimer en octobre 1330 et Isabelle de Beaumont se retrouve dans les faveurs du roi pendant les dernières années de sa vie. Elle reçoit des domaines supplémentaires dans le nord du pays de Galles et meurt sans descendance peu avant le 1er novembre 1334. Isabelle est enterrée à l'abbaye des Dominicains de Scarborough et lègue ses possessions à son frère Henri.